# Priodiscus serratus
Priodiscus serratus е вид коремоного от семейство Streptaxidae. Видът е световно застрашен, със статут Уязвим.

## Разпространение
Разпространен е в Сейшели.